# Тарасовка (Тетиевская городская община)
Тарасовка (укр. Тарасівка) — село, входит в Белоцерковский район Киевской области Украины.
Население по переписи 2001 года составляло 24 человека. Почтовый индекс — 09821. Телефонный код — 4560. Занимает площадь 0,301 км². Код КОАТУУ — 3224682804.

## Местный совет
09820, Київська обл., Тетіївський р-н, с.Дзвеняче